# Csele-patak
A Geresdi-hátságban eredő Csele-patak Mohácstól északra ömlik a Dunába.
A mára megcáfolt hagyomány szerint az 1526-os mohácsi csata után a nyári záportól megáradt Csele-patakban lelte halálát II. Lajos király. A király holttestét a Csele-patak mai dunai torkolatától kb. 50 méterre, tovább a Duna közepe felé, az akkor még a szárazföldhöz tartozó jelenleg víz borította területen találták meg. Ott ma egy kőhányás található, a helyszín ennek a kőhányásnak a végéhez van a legközelebb. Alacsony és közepes vízállásnál fel lehet sétálni a kőhányásra.
Mohácstól északra - a városba vezető út és a Csele-patak kereszteződésében - áll a II. Lajos-emlékmű. Az emlékmű oromzatát oroszlánszobor díszíti, a király halálát ábrázoló domborműveket Kiss György szobrászművész készítette. Az eredeti emlékoszlopot 1864-ben állíttatta saját költségén Turcsányi Soma, volt 1848-as huszár főhadnagy a csatában elesettek emlékére. Mivel az emlékmű a maga idejében nem aratott sikert, 1897-ben újjáalakították: Kiss György neves szobrászművésszel készíttették el a bronzreliefet.
A Csele-patak a vízrajzi adatbázisban a P 4510 számmal szerepel.